# Tyman Arentsz. Cracht

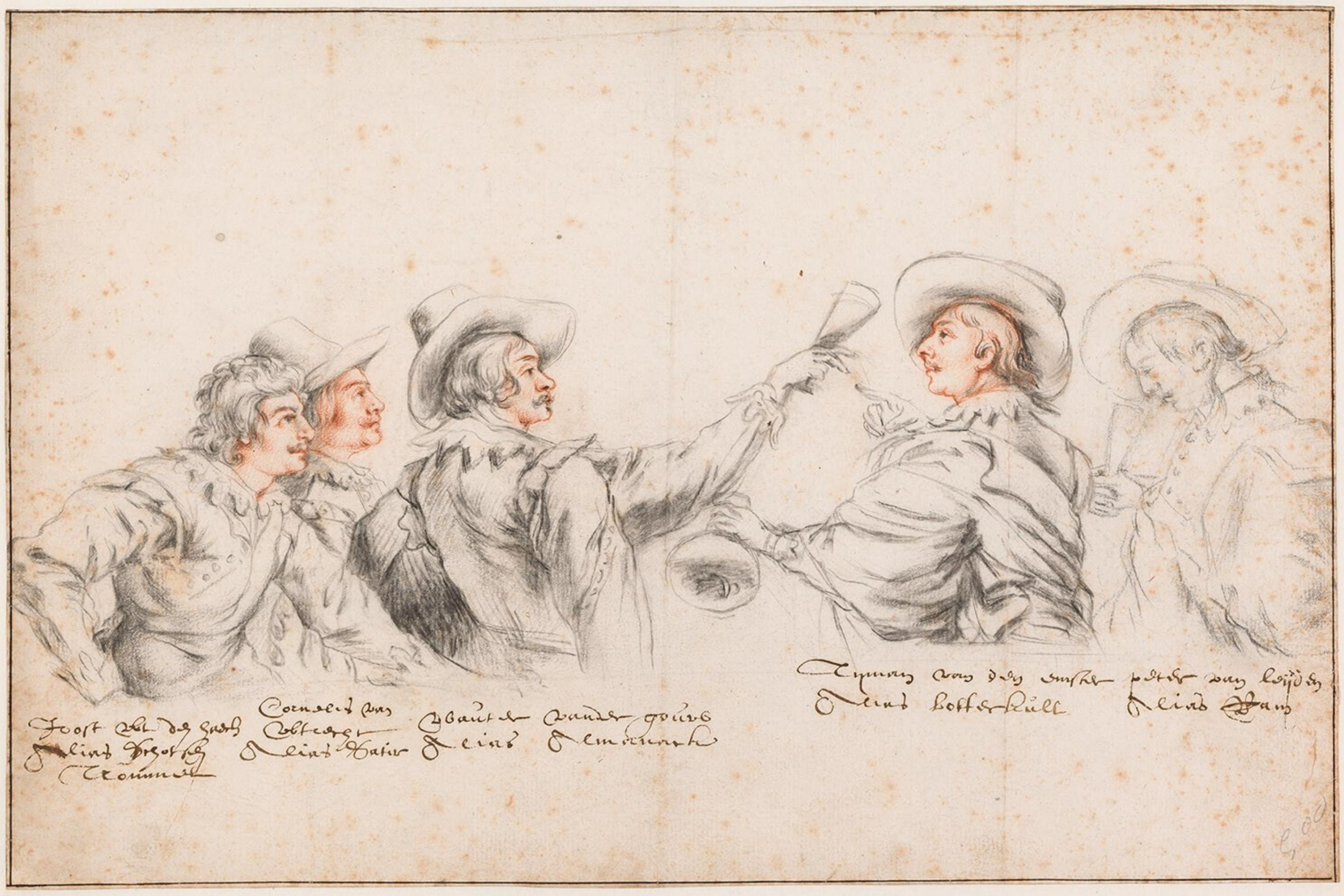
Tekening van Bentveughels. Van links naar rechts Joost uit Den Haag alias Schotsen trommel, Cornelis (Poelenburgh) van Utrecht alias Satier, Wouter (Crabeth) van der Gou alias Almanack, Tyman (Cracht) van den Emster alias Botterkul en Peter van Leiden alias Ram. Begin 17de eeuw, Prentenkabinet Museum Boijmans Van Beuningen, Rotterdam.

Tyman Arentsz. Cracht (naamsvarianten: Craft, Gracht, Crocht, van den Emster, Kraft, varianten op voornaam: Ditmaro, Timaro, Cracht, Timon, Thyman, Tijman; bijnaam: Botterkul) (Wormer, rond 1600 – Den Haag, vóór 9 mei 1646), was een Nederlands kunstschilder, die gespecialiseerd was in landschappen en historiestukken.

## Levensloop
Er is niets bekend over zijn opleiding.  Hij reisde naar Rome in 1620 of 1621.  Hij was een van de stichtende leden van de Bentvueghels, een vereniging van voornamelijk Nederlandse en Vlaamse kunstenaars werkzaam in Rome, en kreeg er de bijnaam (de zogenaamde bentnaam) ‘Botterkul’.  Zijn portret komt voor op een van de bladen met portretten van de Bentvueghels. Deze platen bevinden zich nu in het Museum Boijmans Van Beuningen in Rotterdam. Cracht is afgebeeld met de volgende leden van de Bentveughels: Joost uit Den Haag, Cornelis van Poelenburch, Wouter Pietersz. Crabeth (II) and Peter van Leijden.  Cracht was een goede vriend van David de Haen, een ander lid van de Bentvueghels.
In 1626 werd Cracht lid van het broederschap Santa Maria in Campo Santo. Samen met de schilder Cornelis Schut werkte hij vanaf 13 januari 1627 voor Giorgio Pescatori (alias Pieter de Vischere), een Italiaans bankier en mecenas van Vlaams afkomst, en schilderde fresco’s in zijn villa in Frascati, de zogenaamde 'Casino Pescatore'.
Cracht was nog in Rome in 1631 en reisde in dat jaar naar Den Haag waar hij lid werd van het plaatselijke Sint-Lucasgilde. Hij werkte in 1638 bij Huis Honselaarsdijk voor de stadhouder Frederik Hendrik.
Cracht is vooral bekend om zijn landschappen, en historiestukken maar schilderde ook portretten.  Hij werd beïnvloed door Caravaggio.